# Tokyo Girls – Was wäre wenn…?
Tokyo Girls – Was wäre wenn…? (jap. 東京タラレバ娘, Tōkyō Tarareba Musume) ist eine Mangaserie der japanischen Zeichnerin Akiko Higashimura, die von 2014 bis 2017 in Japan erschien. 2017 wurde sie als Dorama für das japanische Fernsehen adaptiert. Das Werk ist in die Genres Comedy, Drama und Romantik einzuordnen.

## Inhalt
Zu ihrem 33. Geburtstag muss Rinko feststellen, dass sie noch immer nicht verheiratet ist und noch nicht mal einen Freund hat. Gemeinsam mit ihren Freundinnen Kaori, ebenfalls 33, und Koyuki trifft sie sich oft in der Bar von Koyukis Vater. Dort beschließen die noch alleinstehenden Frauen, bis zu den Olympischen Spielen in Tokyo 2020 in sechs Jahren einen Mann gefunden und geheiratet zu haben. Und Rinko hat sogleich eine Verabredung mit einem jungen Regisseur, den sie 10 Jahre zuvor noch abgewiesen hatte. Nun nimmt sie sich vor, nicht mehr so wählerisch zu sein, und der Regisseur stellt sich auch noch als gute Partie heraus. Doch ist der in Wirklichkeit in Rinkos jüngere Assistentin verliebt und wollte nur um ihre Unterstützung bitten. Völlig niedergeschlagen macht sie sich mit ihren Freundinnen aufs neue daran, einen Freund zu finden.

## Veröffentlichung
Die Serie erschien zunächst in einzelnen Kapiteln im Magazin Kiss des Verlags Kodansha. Start war im März 2017, der letzte Teil erschien im April 2017. Später erschien die Serie in neun Sammelbänden. Diese verkauften sich je über 135.000 Mal. Der 8. Band erreichte über 250.000 Exemplare. 2016 wurde Tokyo Girls für den Kōdansha-Manga-Preis nominiert.
Eine deutsche Übersetzung wurde von Mai 2019 bis September 2020 von Egmont Manga mit allen neun Bänden veröffentlicht. Kodansha selbst bringt eine englische Fassung heraus. Diese wurde 2019 für den Eisner Award nominiert.

## Fernsehserie
2017 wurde eine Dorama-Serie für das japanische Fernsehen produziert. Die 10 Folgen wurden vom 18. Januar bis 22. März 2017 von Nippon TV ausgestrahlt.